# Karl Schumacher
Karl Emil Martin Schumacher (* 14. Oktober 1860 in Dühren; † 17. April 1934 in Bad Mergentheim) war ein deutscher Provinzialrömischer Archäologe, Streckenkommissar der Reichs-Limeskommission in Baden und ab 1901 erster Direktor des Römisch-Germanischen Zentralmuseums in Mainz. 

## Leben
Schumacher wurde 1860 in Dühren als Sohn des Ökonomen Emil Schumacher und seiner Frau Elise Friederike Ludwina sowie als Enkel des 1842 bis 1859 in Dühren amtierenden Pfarrers Karl Heinrich Schumacher geboren. Nach seiner Gymnasialzeit und seinem Abitur in Heidelberg studierte er Philologie und Klassische Archäologie in Heidelberg, Bonn und Freiburg im Breisgau. Er wurde Mitglied der Philologisch-Historischen Verbindung Cimbria Heidelberg im Naumburger Kartellverband. In Heidelberg wurde er 1886 promoviert. Danach war er zunächst als Gymnasiallehrer in Konstanz und Bruchsal tätig.

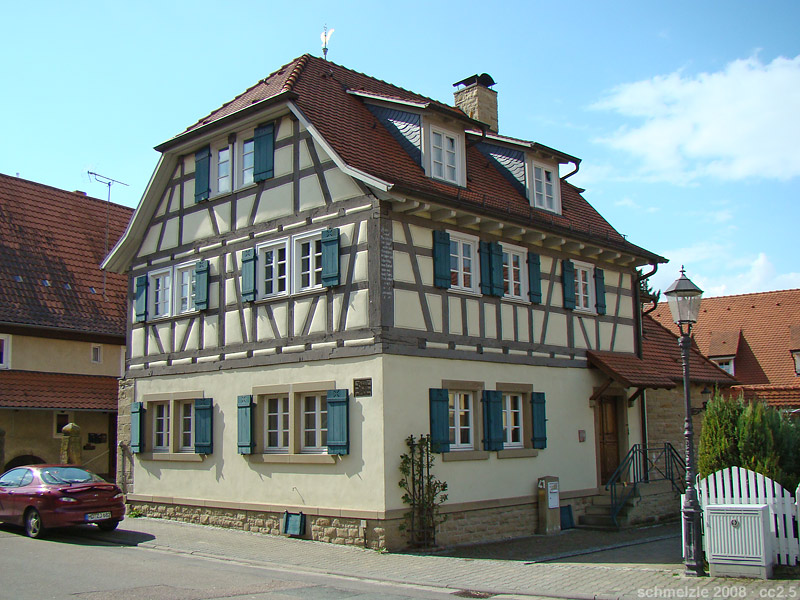
Karl Schumachers Geburtshaus in der Karl-Schumacher-Straße in Sinsheim-Dühren

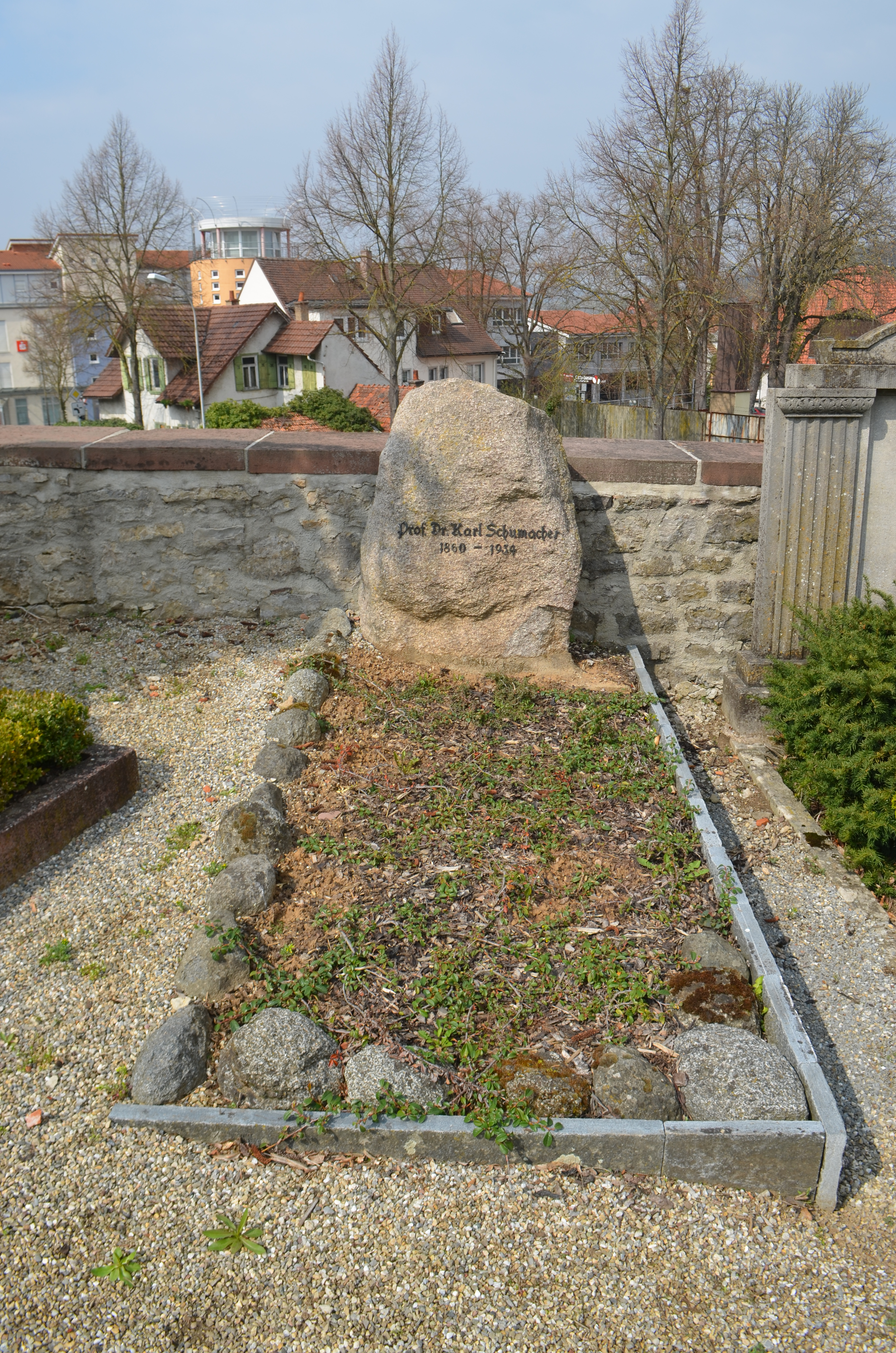
Grab von Karl Schumacher

Bereits als kleiner Junge sollen ihn die Ausgrabungen von Karl Wilhelmi auf der Gemarkung seines Geburtsorts Dühren für Archäologie begeistert haben. Er unternahm als junger Mann Forschungsreisen nach Frankreich, Italien, Griechenland, Südrussland, Kleinasien und Nordafrika. 1887 wurde er Assistent an den Großherzoglichen Sammlungen in Karlsruhe, 1892 Streckenkommissar der Reichslimesforschung für Baden. 1894 erhielt er durch Großherzog Friedrich I. den Professorentitel verliehen. 1901 wurde er erster Direktor des Römisch-Germanischen Zentralmuseums in Mainz, für das er dann 25 Jahre tätig war. Er erweiterte den Umfang des Museums von vier auf 27 Ausstellungsräume und gab 297 Werke unter seinem Namen heraus, neben vielen Katalogen insbesondere das dreibändige Werk Siedlungs- und Kulturgeschichte der Rheinlande.
Im Jahre 1926 trat er in den Ruhestand und zog aus gesundheitlichen Gründen nach Bad Mergentheim, wo er noch die Mergentheimer Heimatblätter begründete, bevor er 1934 starb. Er ist auf dem Alten Friedhof in Bad Mergentheim begraben.
Schumacher war Ritter I. Klasse des badischen Ordens vom Zähringer Löwen und des Großherzoglich Hessischen Philippsordens, Ritter III. Klasse des Preußischen Roten Adlerordens und Ehrendoktor Ing. der Hochschule Darmstadt. 1933 erhielt er außerdem die Goethe-Medaille für Kunst und Wissenschaft des Reichspräsidenten. In seinem Heimatdorf Dühren wurde er Ehrenbürger und dort wurde auch die Straße, in der sein Geburtshaus steht, nach ihm benannt.

## Schriften (Auswahl)
Er hat rund 300 Veröffentlichungen zur Siedlungs- und Kulturgeschichte von Südwestdeutschland publiziert.
- De republica Rhodiorum commentatio. Winter, Heidelberg 1886 (Dissertation).
- Beschreibung der Sammlung antiker Bronzen. Großherzogliche Vereinigte Sammlungen zu Karlsruhe. Bielefeld, Karlsruhe 1890.
- Eine pränestinische Ciste im Museum zu Karlsruhe. Siebert, Heidelberg 1891.
- Das Kastell Osterburken. In: Der obergermanisch-raetische Limes des Roemerreiches. Abt. B, Bd. 5, 1. Petters, Heidelberg 1895.
- Kastell Oberscheidenthal. In: Der obergermanisch-raetische Limes des Roemerreiches. Abt. B, Bd. 5,1. Petters, Heidelberg 1897.
- Die Kastelle bei Neckarburken. In: Der obergermanisch-raetische Limes des Roemerreiches. Abt. B, Bd. 5,1. Petters, Heidelberg 1898.
- Das Kastell bei Schlossau. In: Der obergermanisch-raetische Limes des Roemerreiches. Abt. B, Bd. 5,1. Petters, Heidelberg 1900.
- Kastell und Vicus bei Wimpfen. In: Der obergermanisch-raetische Limes des Roemerreiches. Abt. B, Bd. 5,1. Petters, Heidelberg 1900.
- Zur Besiedelungsgeschichte des rechtsseitigen Rheinthals zwischen Basel und Mainz. Zabern, Mainz 1902.
- Das römische Strassennetz und Besiedelungswesen in Rheinhessen. Lintz, Trier 1905.
- Verzeichnis der Abgüsse und wichtigeren Photographien mit Germanen-Darstellungen. Wilcken, Mainz 1909 (= Kataloge des Römisch-Germanischen Central-Museums 1).
- Verzeichnis der Abgüsse und wichtigeren Photographien mit Gallier-Darstellungen. Wilcken, Mainz 1911 (= Kataloge des Römisch-Germanischen Central-Museums 3).
- Materialien zur Besiedelungsgeschichte Deutschlands. Wilckens, Mainz 1913.
- Gallische und germanische Stämme und Kulturen im Ober- und Mittel-Rheingebiet zur späteren La-Tènezeit. In: Prähistorische Zeitschrift. 6, 3/4, 1914, S. 230–292.
- Siedelungs- und Kulturgeschichte der Rheinlande von der Urzeit bis in das Mittelalter. 3 Bände. Wilckens, Mainz 1921, 1923, 1925. Digitalisat
- Der Ackerbau in vorrömischer und römischer Zeit. Wilckens, Mainz 1922.
- Aussehen und Tracht der Germanen in römischer Zeit. Wilckens, Mainz 1922.
- Das Land zwischen Neckar und Main in der alamannischen und fränkischen Zeit. Bezirksmuseum Buchen, Buchen 1926 (= Zwischen Neckar und Main 9).
- Dühren bei Sinsheim a. d. Elsenz. Bilder aus dem mehr als 5000jährigen Werdegang einer Siedlungsstätte im Neckarhügelland. Doll, Sinsheim 1931.